# Kiss Imre (labdarúgó)
Kiss Imre (Hajdúböszörmény, 1957. augusztus 10. –) magyar labdarúgókapus, kapusedző.

## Pályafutása
A labdarúgást Hajdúböszörményben kezdte el és itt szerepelt még utánpótlás játékosként a másodosztályban és sikerült bekerülnie az ifi válogatottba is. Tehetségére Gelei József, a Tatabánya edzője is felfigyelt, így a bányász csapathoz igazolt 1974-ben. Kezdetben csak az ifi és a tartalékcsapatban szerepelt, de 1975 őszére már kiharcolta magának a felnőtt csapat 1-es mezét és az ifi válogatott tagjaként szerepelt az UEFA ifjúsági tornáján is. 1978-ban tagja volt a világbajnokságra készülő válogatott keretének, de a tornára nem sikerült kijutnia. 1980-ban, miután leszerelt a katonaságtól, Dombai sérülése után ő lett a kezdő kapus. A szezonban 4 tizenegyest hárított, utolsó 8 meccsén gólt sem kapott. A csapat a második helyen végzett és az UEFA-kupában indulhatott. Itt a Real Madrid ellen idegenben lőtt több gól miatt kiestek. A spanyol csapat vezetői le akarták Kisst igazolni, de a korabeli magyar átigazolási szabályok miatt erre nem volt lehetősége.
1982-ben ismét tagja volt a vb-keretnek. Ezúttal a világbajnokságra is eljutott, de nem jutott szerephez. 1983-ban újra meghívást kapott a válogatottba, de egy sérülés miatt, melyet 2,5 év kihagyás követett, ismét nem viselhette a címeres mezt, így a válogatottban sohasem mutatkozhatott be. 1988-tól többnyire csak a kispadon kapott helyet klubcsapatában. 1990-ben visszavonult a játéktól. Később kapusedzőként tevékenykedett Tatabányán, de térdsérülése miatt ezzel is felhagyott.

## Sikerei, díjai
- Magyar bajnokság
  - 2.: 1980-81, 1987-88
  - 3.: 1981-82, 1986-87